# トポゴン

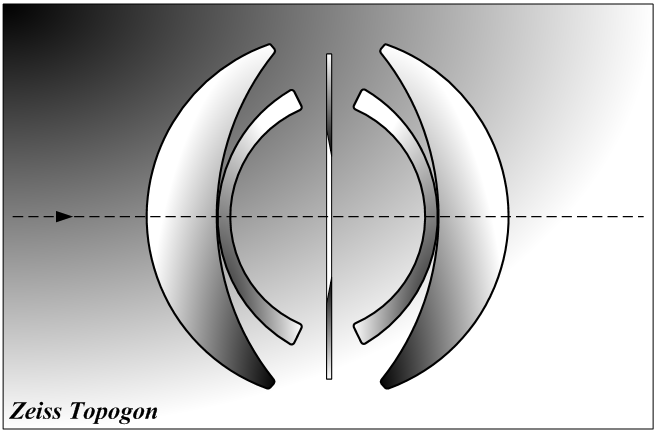
トポゴン

トポゴン（Topogon ）はロベルト・リヒテルが1933年に開発した対称型広角レンズである。
前後完全対称型である。ハイパーゴンの、前後に向けて深いメニスカス凸レンズという構成に加えて、内側に深いメニスカス凹レンズを向かい合わせに構成する。
当初F6.3で画角100度をカバーした。米国特許第2031792号。主に同社の航空測量カメラに用いられた。ボシュロムではメトロゴン（Metrogon ）という名称でライセンス生産され、やはり主として航空測量カメラに使用された。なお、メトロゴンにはトポゴンを下敷きに前後完全対称を崩して性能向上を図ったボシュロム独自設計のものもあり、これにはトポゴンの米国特許番号が刻印されていない。
コサイン4乗則により周辺光量落ちが激しいため、このレンズには航空測量用に外周から中心側にかけて徐々に暗くなるようにしたグラデーションフィルタが用意された。ハイパーゴンではなにも装着せずに露光、中心部に風車が付いたフィルタの風車をブロアで回しながら再度露光するという手段で補正していた。
これと同様の構成は、ニコンS用Wニッコール2.5cmF4、キヤノンのLマウントキヤノン25mmF3.5、マミヤプレス用セコール65mmF6.3、KMZのオリオン15 28mmF6がトポゴン型を採用している。またビオメターや、シュナイダー・クロイツナッハのクセノターの後群の形状がトポゴンと類似している。

## 航空測量カメラ用
- トポゴン10cmF6.3 - 18cm巾のロールフィルムを使用するスクエアフォーマットのカメラ、RMK10/18に使用された。
- トポゴン20cmF6.3 - 30cm巾のロールフィルムを使用するスクエアフォーマットのカメラ、RMK20/30に使用された。

上記のカメラは戦前の日本へも輸入された。当時の陸軍が撮影したフィルムが国土地理院に残されており、地図・空中写真閲覧サービスでも閲覧可能である。